# Roland Matthes

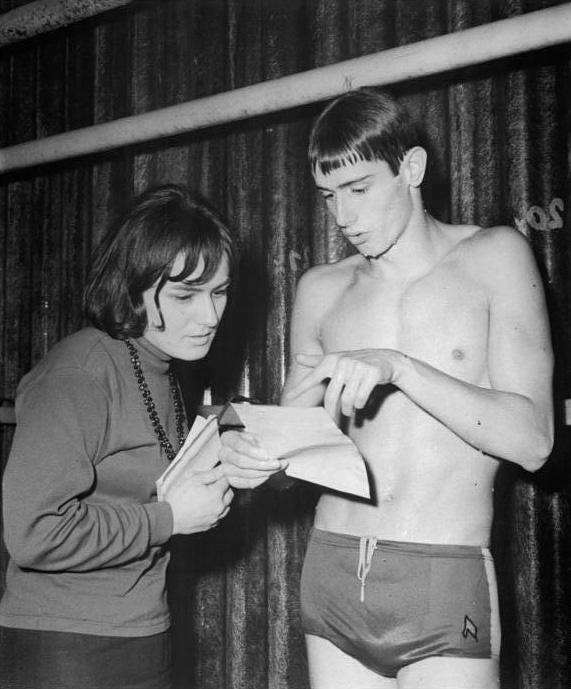
Roland Matthes in Leipzig (1967)

Roland Matthes (Pößneck, 17 november 1950 – Wertheim am Main, 20 december 2019) wordt algemeen beschouwd als een van de grootste zwemmers aller tijden op de rugslag.
Matthes regeerde met ijzeren vuist op de rugslag, en deed dat eind jaren zestig, begin jaren zeventig van de 20e eeuw. Hij bleef ongeslagen in (inter)nationale wedstrijden van 1967 tot 1974, en gold mede daarom als een van de grootste sporters van de toenmalige DDR.
Matthes deed mee aan drie Olympische Spelen (1968, 1972 en 1976) en won acht olympische medailles: vier gouden, twee zilveren en twee bronzen. Zowel in Mexico-Stad als in München zegevierde Matthes, door een Britse sportjournalist ooit de Rolls Royce of Swimming genoemd, op de 100 én de 200 meter rugslag.
Gedurende zijn loopbaan verbeterde Matthes in totaal 21 wereldrecords, en behaalde hij drie wereld- en vier Europese titels. In de DDR werd hij zevenmaal (1967, 1968, 1969, 1970, 1971, 1973 en 1975) uitgeroepen tot Sportman van het Jaar. 
Matthes zwaaide af na de Spelen van Montreal en trouwde in dat jaar met een andere zwemster van naam en faam, landgenote Kornelia Ender. Zes jaar later volgde de scheiding. Matthes werkte als orthopeed in Marktheidenfeld.
| Logo van de Olympische Spelen | Goud | Zilver | Brons | Logo van de Olympische Spelen |
|                               | 4    | 2      | 2     |                               |

1908: Arno Bieberstein ·
1912: Harry Hebner ·
1920: Warren Kealoha ·
1924: Warren Kealoha ·
1928: George Kojac ·
1932: Masaji Kiyokawa ·
1936: Adolph Kiefer ·
1948: Allen Stack ·
1952: Yoshinobu Oyakawa ·
1956: David Theile ·
1960: David Theile ·
1968: Roland Matthes ·
1972: Roland Matthes ·
1976: John Naber ·
1980: Bengt Baron ·
1984: Rick Carey ·
1988: Daichi Suzuki ·
1992: Mark Tewksbury ·
1996: Jeff Rouse ·
2000: Lenny Krayzelburg ·
2004: Aaron Peirsol ·
2008: Aaron Peirsol ·
2012: Matt Grevers ·
2016: Ryan Murphy ·
2020: Jevgeni Rylov ·
2024: Thomas Ceccon
1900: Ernst Hoppenberg ·
1964: Jed Graef ·
1968: Roland Matthes ·
1972: Roland Matthes ·
1976: John Naber ·
1980: Sándor Wladár ·
1984: Rick Carey ·
1988: Igor Poljanski ·
1992: Martín López-Zubero ·
1996: Brad Bridgewater ·
2000: Lenny Krayzelburg ·
2004: Aaron Peirsol ·
2008: Ryan Lochte ·
2012: Tyler Clary ·
2016: Ryan Murphy ·
2020: Jevgeni Rylov ·
2024: Hubert Kós
- Gemeinsame Normdatei: 1061865649
- Virtual International Authority File: 315523264
- WorldCat: E39PBJkxM3cFhhjJqBXkdG89jC